# Presídio da Marinha
O Presídio da Marinha é uma organização militar da Marinha do Brasil, localizada na ilha das Cobras, no Rio de Janeiro. É o único estabelecimento prisional militar federal no país.
Criado pelo Decreto n.º 59.317, de 28 de setembro de 1966, é o estabelecimento da Marinha que tem por finalidade exercer a guarda do pessoal militar, condenado a penas inferiores a dois anos, em sentença passada em julgado, ou que esteja à disposição da Justiça Militar ou Civil. Adicionalmente, visa planejar e conduzir a reeducação do preso, proporcionando-lhe assistência material à saúde, jurídica, educacional, social e religiosa.

## História
As origens do presídio remontam à inauguração do Forte do Pau da Bandeira em 1736. As suas instalações são ocupadas até aos dias de hoje para o cumprimento da execução penal de militares da Marinha condenados, tanto pela Justiça Militar quanto pela Justiça Comum, na área do Rio de Janeiro.
As instalações da antiga fortificação encontram-se em excepcional estado de conservação e o seu portão histórico é tombado pelo Instituto do Patrimônio Histórico e Artístico Nacional.
O antigo presídio abrigou presos ilustres, como os inconfidentes Inácio José de Alvarenga Peixoto e Tomás Antônio Gonzaga.